# SMS G 137
SMS G 137 byl torpédoborec německé Kaiserliche Marine z období první světové války. Představoval zvětšenou verzi předcházející třídy G 132, vybavenou experimentálním pohonným systémem. Byl jediným plavidlem své třídy. Ve službě byl v letech 1907–1921. Využíván byl k výcviku. Roku 1916 byl přejmenován na T 137. Po válce jej převzala německá Reichsmarine. Roku 1921 byl sešrotován.

## Stavba
Torpédoborec postavila loděnice Germaniawerft v Kielu. Stavba byla zahájena roku 1905, na vodu byl spuštěn 24. ledna 1907 a do služby byl přijat v červenci 1907.

## Konstrukce
Výzbroj představoval jeden 88mm kanón SK L/35, tři 52mm kanóny SK L/55 a tři 450mm torpédometů se zásobou pěti torpéd. Pohonný systém měl výkon 10 800 hp. Tvořily jej čtyři kotle Marine a šest parních turbín Parsons různých typů: vysokotlakou turbínou, dvěma nízkotlakými turbínami, turbínou pro plavbu cestovní rychlostí a dvěma reverzními turbínami. Lodní šrouby byly tři. Nejvyšší rychlost dosahovala 30 uzlů. Neseno bylo 168 tun uhlí. Dosah byl 2040 námořních mil při rychlosti sedmnáct uzlů.